# 川村康文
川村 康文（かわむら やすふみ、1959年12月28日 - ）は、日本の科学教育者。東京理科大学理学部第一部物理学科教授。

## 略歴
1959年京都府京都市生まれ。1978年洛南高等学校卒業。1983年京都教育大学教育学部特修理学科卒業。1993年龍谷大学大学院社会学研究科社会学専攻博士前期課程修了。1995年京都教育大学大学院教育学研究科理科教育専修修士課程修了。2003年京都大学大学院エネルギー科学研究科エネルギー社会環境学専攻博士後期課程修了。
京都教育大学附属高等学校教諭、信州大学教育学部助教授を務めた後、現在東京理科大学理学部教授。また北九州市科学館（スペースLABO）の館長を務めている。

## 主な著書
単著
- 『エレガンス物理』ルガール社、1989年
- 『サイエンスEネットの親子でできる科学実験工作』かもがわ出版、2000年
- 『よくわかるおもしろ理科実験』オーム社、2009年
- 『確実に身につく基礎物理学（上）』ソフトバンククリエイティブ、2010年
- 『確実に身につく基礎物理学（下）』ソフトバンククリエイティブ、2011年
- 『理論がわかる電気の手づくり実験』オーム社、2012年

共編著
- 『実験で実践する魅力ある理科教育 小中学校編』オーム社、2010年
- 『実験で実践する魅力ある理科教育 高校編』オーム社、2011年
- 『わかりやすい理工系の力学』 講談社、2011年